# Ballater
Ballater, schottisch-gälisch: Bealadair, ist ein Ort in Aberdeenshire, Schottland, etwa 55 Kilometer westlich von Aberdeen in den schottischen Highlands. Er liegt am Fluss Dee an den westlichen Ausläufern der Cairngorm Mountains und am Cairngorms-Nationalpark, auf einer Höhe von 213 m. Ballater verzeichnete im Jahre 2011 1533 Einwohner.
Bei dem Ortsnamen, 1600 auch Ballader geschrieben, könnte es sich um eine regionaltypische Verschmelzung aus Baile challater handeln. Seine Bedeutung wäre dann „Ort am bewaldeten Fluss“. Es bestünde eine Namensverwandtschaft zum nahegelegenen Loch Callater und dem Callater Burn.

## Sehenswürdigkeiten
Im seit 1966 stillgelegten Bahnhof von Ballater, dem Endpunkt der früheren Deeside Line von Aberdeen, ist ein Museum untergebracht. Dieses zeigt unter anderem den Wartesaal von Königin Victoria, die auf der Reise nach Balmoral Castle die Bahnstation Ballater nutzte. Ein Großteil der Station fiel im Mai 2015 einem Brand zum Opfer. Das Museum war hiervon nur teilweise betroffen. Der Wiederaufbau konnte im August 2018 abgeschlossen werden, seitdem wird das Empfangsgebäude wieder als Touristeninformation, Café und Museum genutzt.
Balmoral Castle, das auch heute noch im Sommer von der Königsfamilie bewohnt wird, liegt etwa 14 km westlich und verleiht der Region den Namen „Royal Deeside“. Zwei Kilometer südlich von Ballater liegt Birkhall, ein Anwesen, das zeitweise von König Charles III. bewohnt wird.
Der Blue Cairn Circle (auch Balronald Wood genannt) ist ein Recumbent Stone Circle bei Ballater.